# 韓萬年
韓萬年（1931年—），字尚儒，河北省天津人，一貫道點傳師，發一崇德負責群成員，現任中華民國一貫道總會榮譽理事長、一貫道發一崇德基金會董事長，為發一組老前人韓恩榮之子。

## 生平
韓萬年1931年出生於天津市，家族排行第二，上有兄韓萬華、弟韓萬章、妹韓萬淑與韓萬芝。1938年8月於天津天祥壇經郭海潤前人點道，加入一貫道。1944年進入同興壇學道。
1948年，隨父親韓恩榮前往台灣傳道，後主要在台中一帶發展。1972年經陳鴻珍前人提拔為點傳師。
1987年4月16日，攜女韓鍾秀隨父韓恩榮前往北京探望大陸親眷。
2010年4月28日，以一貫道總會榮譽理事長身份獲總統馬英九接見。
2011年，無極老母降壇指示「發一組受命者是兒萬年」，韓萬年依此成為發一組第三代領導人。此處所謂「受命者」是領有「天命」的意思，領有「天命」的人被發一組認為是最高領導者，代理無極老母行使權力。:73-74
2018年6月2日，韓出席一貫道總會成立30週年南區感恩大會，時任高雄市市長參選人陳其邁前往致詞。
2019年5月13日，率一貫道總會要員於總統府獲總統蔡英文接見。2020年10月17日，韓萬年與一貫道總會理事長王寶宗前往臺中霧峰金陵山宗教園區出席「一貫道祖師紀念館：白陽聖廟」落成典禮，正副總統蔡英文、賴清德參與致詞。

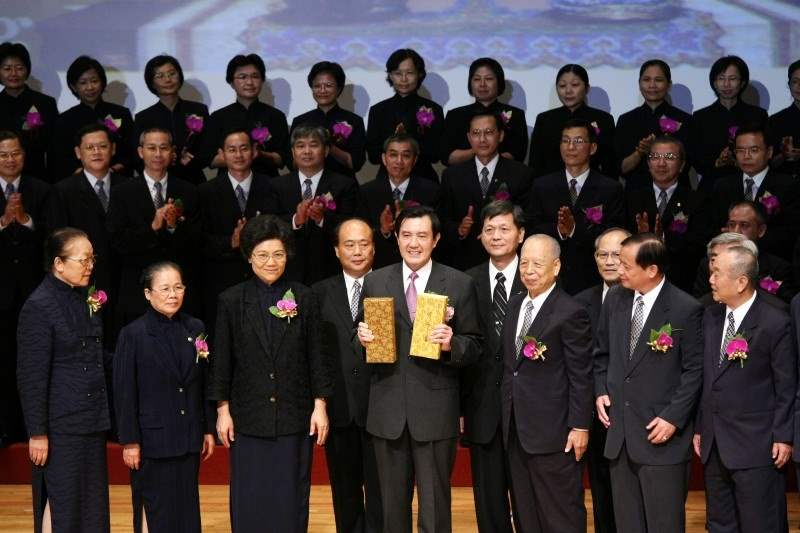
2008年10月，馬英九出席發一崇德學界40年感恩紀念大會。
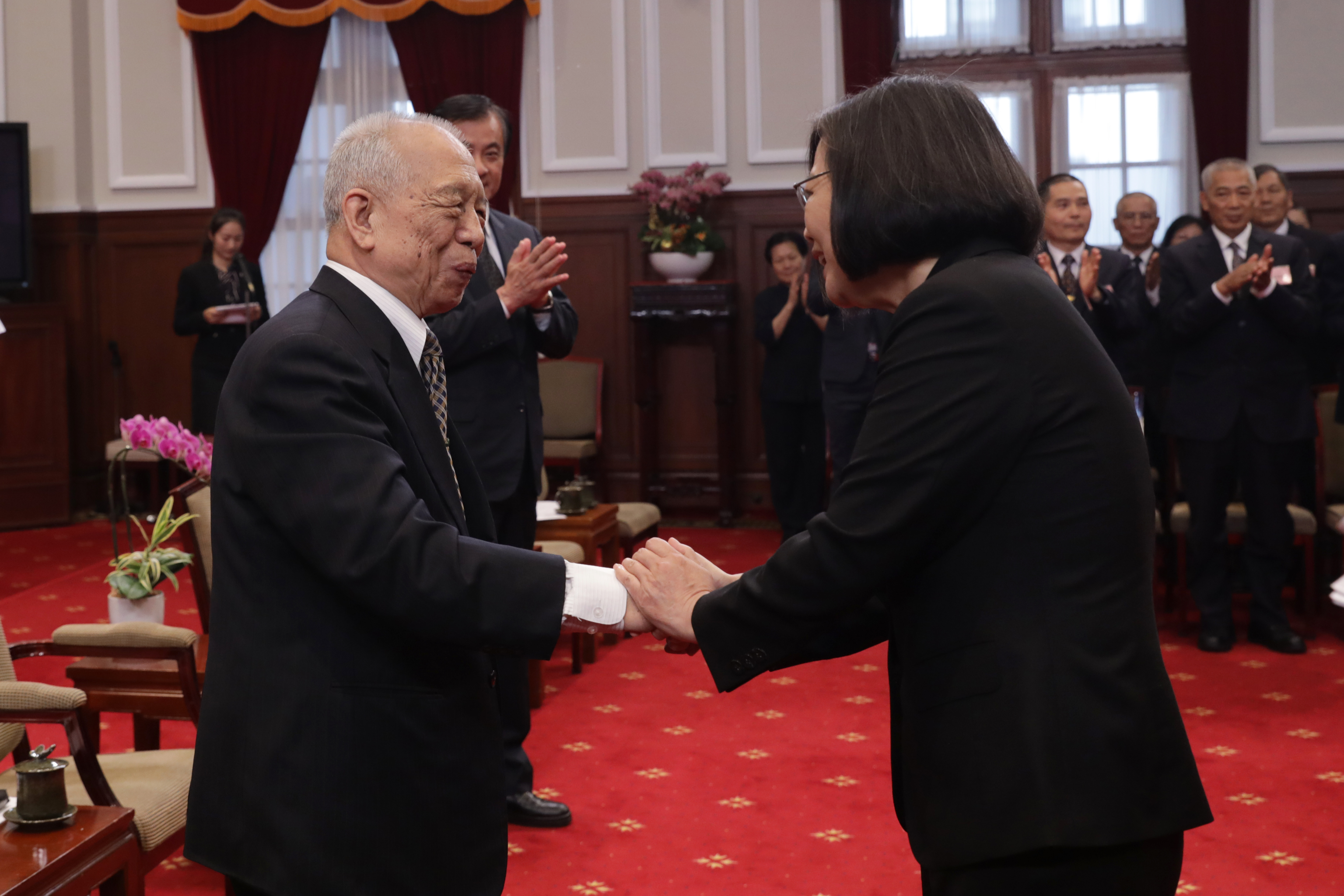
2019年5月，蔡英文於總統府會晤韓萬年。
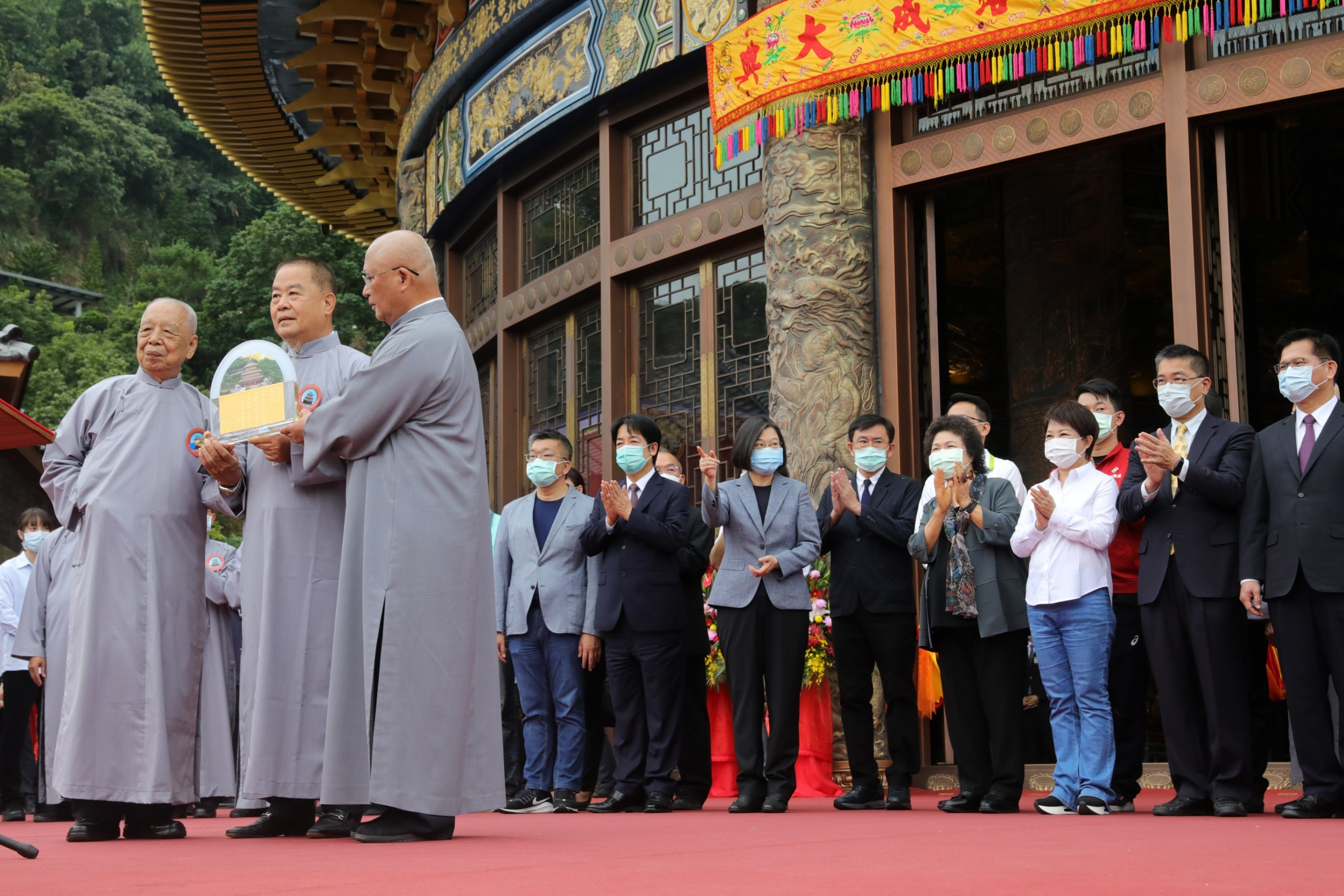
2020年10月，韓萬年（左1）於「白陽聖廟」落成典禮上留影。